# Côte (province du Kenya)
Pour les articles homonymes, voir Côte.
La province de la côte était une des sept provinces du Kenya. À l'est, elle comprenait 480 km des 536 km du littoral kényan sur l'océan Indien. Elle était bordée au nord par la province nord-orientale, à l'est par les provinces orientale et de la Vallée du rift, au sud par la Tanzanie (régions de Tanga  et du Kilimandjaro). Son chef-lieu était le port de Mombasa. Elle était, principalement, peuplée par les Orma, les Mijikenda et les Swahili.
Depuis le 28 mars 2013, à la suite des élections législatives du mars 2013, la province — comme toutes les autres provinces du Kenya — n'existe plus. Elle est remplacée par les six comtés qui la composaient.

## Géographie

### Climat
Selon la classification de Köppen, le climat de la province va du type Af sur la bande côtière au type Aw à l'intérieur des terres.

## Population
Lors du recensement national effectué en 1999, la population était de 2 487 264 personnes. Lors du recensement de 2009, le chiffre est passé à 3 325 307 habitants. Ils se partagent une surface terrestre de 86 603 km2.

### Principales localités
Les chiffres de population datent du recensement national de 1999 :
- Mombasa : 707 400 (939 370 lors du recensement national de 2009)
- Msambweni : 55 964
- Malindi : 53 805
- Kilifi : 30 394
- Voi : 16 863
- Lamu : 12 839
- Taveta : 11 495
- Hola : 6 931
- Kwale : 4 196
- Wundanyi : 4 055

## Économie

### Secteur tertiaire

#### Tourisme

##### Parcs nationaux, réserves et musées kényans
- Parc national Arabuko Sokoke ;
- Parc national de Kora ;
- Parc national de Tsavo East ;
- Parc national de Tsavo West ;
- Parc national marin de Kisite-Mpunguti ;
- Réserve nationale de Simba hills ;
- Réserve nationale marine de Kiunga ;
- Réserve nationale marine de Mpunguti ;
- Réserve nationale marine de Tana ;
- Réserve et parc national marin de Malindi/Watamu ;
- Réserve et parc national marin de Mombasa ;
- Musée Fort Jesus ;
- Musée Fort Lamu ;
- Musée de Gede
- Musée de Malindi ;
- Site de Jumba la mtwana ;
- Site de Mnarani ;
- Site du fort Siyu ;
- Site des ruines de Takwa.

##### Autres
- La vieille ville de Lamu ;
- La vieille ville de Mombasa ;
- Centres de villégiature en bord de mer ;
- Pêche sportive et plongée sous-marine en mer.

## Structures sociétales

### Structure exécutive
La province est divisée en six comtés (Counties) :
- Kilifi, chef-lieu Kilifi ;
- Kwale, chef-lieu Kwale ;
- Lamu, chef-lieu Lamu ;
- Mombasa, chef-lieu Mombasa ;
- Taita-Taveta, chef-lieu Wundanyi ;
- Tana River, chef-lieu Hola.

Depuis le 28 mars 2013, et à la suite des élections générales du 4 mars 2013, les comtés, qui ont un pouvoir exécutif et législatif ont remplacé les provinces, sont semi-autonomes par rapport au gouvernement central. Ces entités peuvent lever des impôts ou adopter des règlements locaux (par ex. : urbanisme, police) ainsi que gérer les ressources naturelles, humaines et les infrastructures pour autant que leur décision ne soit pas contraire ni à la Constitution ni aux Lois de l'État. L'autorité exécutive des comtés est responsable des moyens qui lui seront apportés par l'exécutif national.
Les autorités exécutives comportent chacune un gouverneur, un vice-gouverneur et un maximum de dix autres membres.
Les assemblées locales sont constituées d'autant d'élus que le comté compte de  Ward (« autorité locale ») auxquels il faut ajouter le Président de l'assemblée locale (Chairman of the County Cuncil).

### Structure administrative
L'administration est dirigée par un Commissaire provincial (Provincial Commissioner) secondé par trois Assistants commissaires (Deputy Provincial Commissioners). Entre le juillet 2012 et le 28 mars 2013, le commissaire est Samuel Kilele.
Le chef-lieu de la province (mkoa) est Mombasa. Elle est divisée, depuis 2009, en 21 districts (wilaya) eux-mêmes partagés en divisions administratives (tarafa) :
- Bahari, chef-lieu Kilifi ;
- Bura, chef-lieu Bura ;
- Changamwe, chef-lieu ;
- Galole, chef-lieu Hola;
- Ganze, chef-lieu Ganze ;
- Garsen, chef-lieu Garsen ;
- Kaloleni, chef-lieu Kizurini ;
- Kinango, chef-lieu Kinango ;
- Kisauni, chef-lieu Mombasa ;
- Kwale, chef-lieu Kwale ;
- Lamu East, chef-lieu Kizingitini ;
- Lamu West, chef lieu Lamu ;
- Likoni, chef-lieu Likoni ;
- Malindi, chef-lieu Malindi ;
- Matuga, chef-lieu ;
- Msambweni, chef-lieu Msambweni ;
- Mvita, chef-lieu ;
- Mwatate, chef-lieu ;
- Voi, chef-lieu Voi ;
- Taveta, chef-lieu Taveta
- Wundany, chef-lieu Wundanyi.

### Structure électorale
La province compte 21 circonscriptions électorales (Constituencies) dont le territoire est identique à celui des districts et était, ainsi, représentée par 21 députés (Members of Parliament ou MP) à l'Assemblée nationale qui comptait 210 élus directs. Depuis 2013, l'ancienne province compte cinq circonscriptions supplémentaires, soit 26 au total.

## Personnalités liées à la province

### Art

#### Musique
- Boniface Mganga, fondateur et maître de chœur de la chorale Muungano National Choir. Membre du parti politique Ford-People, il fut aussi, entre 2002 et 2007, député représentant la circonscription électorale de Voi et vice secrétaire au ministère de l’Éducation ;
- Fadhili William (1938 à Mombasa-2001 à Nairobi), musicien-chanteur-compositeur. Il a introduit l'utilisation de la guitare électrique et le twist en Afrique de l'Est. il est aussi le compositeur de la chanson Malaïka.

### Divers
- Margaret Mwangola, fondatrice de la Kenya Water for Health Organisation (KWAHO) ;
- Jacinta Mwatela (1958), gouverneur de la Banque centrale du Kenya entre 2007 et décembre 2008.